# Sachika Misawa
Sachika Misawa (三澤 紗千香 Misawa Sachika?, 13 de enero de 1993) es una seiyū y cantante japonesa independiente de la prefectura de Yamanashi. Como actriz de doblaje, anteriormente estuvo afiliada a numerosas agencias, siendo la más reciente Stardust Promotion, de la que se fue en marzo de 2023. Como cantante, tiene contrato con Universal Music Japan. Algunos de sus papeles principales incluyen a Kuroyukihime en Accel World, Sakura Bakushin O en Uma Musume Pretty Derby, Minami Azuma en Tokyo ESP, Yukari Kohinata en Locodol, Sakura "Cosmos" Akino en Ore wo Suki Nano wa Omae Dake ka yo y Moca Aoba en BanG Dream!.

## Biografía
Misawa comenzó su carrera como actriz de doblaje después de ganar la competencia "Kadokawa×Up-Front Style Idol Seiyū Audition 2008" en febrero de 2009. Debutó en el anime Shangri-La, prestando su voz al personaje Yuri Gamagori. Se graduó de la escuela secundaria en marzo de 2011 y entró a la universidad en abril de ese mismo año. Finalmente se graduó de la universidad en marzo de 2016. A los 20 años aceptó un trabajo a tiempo parcial como doncella del santuario, ya que le fascinaba desde su infancia. A pesar de que ya estaba preocupada por la actuación de voz y por continuar sus estudios, lo aceptó como una oportunidad para toda la vida.
En 2012, consiguió un papel importante como Kuroyukihime de Accel World. En este anime también participó en el segundo final con su sencillo debut "Unite", lanzado el 1 de agosto de 2012, bajo el sello Warner Bros. Home Entertainment Japan.
Lanzó su álbum debut Polaris el 20 de febrero de 2013. El álbum contiene música que se utilizó en la película Toaru Majutsu no Index: Endymion no Kiseki. El segundo sencillo de Misawa, "Links", se lanzó el 21 de agosto de 2013 y se usó como segundo tema de cierre para la serie de televisión de anime A Certain Scientific Railgun S. Su tercer sencillo, Faith, se lanzó el 6 de agosto de 2014, que fue la canción de cierre de Argevollen. En 2016, lanzó su mejor álbum llamado -Infinite Selection-.
Si bien anteriormente se comunicaba principalmente en su blog oficial, abrió una cuenta de Twitter el 13 de enero de 2019, en su cumpleaños número 26.

## Filmografía

### Anime
2009
- Shangri-La como Yuri Gamagori

2010
- Kaitō Reinya como Beautiful lady (ep 11); Fan; Sparrow (ep 6)
- Yumeiro Patissiere SP as Cafe;[8] Miki Mori

2012
- Accel World como Kuroyukihime[9][10]
- Campione! como Arianna
- Nakaimo - My Sister Is Among Them! como Student (ep 2)
- Saki Achiga-hen episode of Side-A como Hiroko Funakubo (solo en el episodio 13)[11]

2013
- Kitakubu Katsudō Kiroku como Reina Takamodo[12]
- Kin-iro Mosaic as Female classmate A
- Tenshi no Drop as Momoko[13]
- Fantasista Doll as Kagami Totori[14]

2014
- Riddle Story of Devil as Chitaru Namatame[15]
- Aldnoah.Zero as Rayet Areash[16]
- Witch Craft Works como Witch A
- Tokyo ESP como Minami Azuma[17]
- Bakumatsu Rock como Ikumatsu
- Locodol como Yukari Kohinata[18]
- 47 Prefectural Dog R como Yamanishi Dog

2015
- Aldnoah.Zero 2 como Rayet Areash[19]
- Castle Town Dandelion como Sachiko Yonezawa[20]

2016
- Nyanbo! como Kijitora[21]
- Accel World como Kuroyukihime
- Shelter (video musical) como Rin

2017
- Sakurada Reset como Seika Nonoo[22]
- Tomica Hyper Rescue Drive Head Kidō Kyūkyū Keisatsu como Mikoto Ishino[23]

2018
- BanG Dream! Girls Band Party! Pico como Moca Aoba[24]
- Butlers: Chitose Momotose Monogatari como Tenna Kisaragi[25]
- Magical Girl Ore como Sakuyo Mikage[26]

2019
- BanG Dream! 2nd Season como Moca Aoba[27]
- Bakugan: Battle Planet as Kravitz
- Ore wo Suki Nano wa Omae Dake ka yo como Sakura "Cosmos" Akino[28]

2020
- BanG Dream! 3rd Season como Moca Aoba[29]
- BanG Dream! Girls Band Party! Pico: Ohmori as Moca Aoba[30]
- Iwa Kakeru! Climbing Girls como Mimu Takahashi[31]
- Bakugan: Armored Alliance como Kravitz

2021
- Uma Musume Pretty Derby Season 2 – as Sakura Bakushin O[32][33]
- Wonder Egg Priority como Kaoru Kurita

2022
- Kumichō Musume to Sewagakari como Sanae Aoi [34]